# Carl Wery
Carl Wery, nome completo Carl Sebastian Martin Wery, alla nascita Wery de Lemans (Trostberg, 7 agosto 1897 – Monaco di Baviera, 14 marzo 1975), è stato un attore tedesco.

## Biografia
Figlio di un funzionario, proveniva da una famiglia di discendenza ugonotta. Dopo essersi diplomato al liceo, iniziò a lavorare come impiegato in una compagnia industriale di lavorazione del legno, di cui arrivò a essere il direttore. Prese lezioni private di recitazione con Fritz Ulmer e debuttò come attore nel 1929 interpretando il Dottor Faust alla Bielefeld Opera. In seguito fu a Munster per due anni e dal 1932 recitò al Renaissance Theater e allo Schiller Theater di Berlino. Dal 1934 fino al 1948 recitò al Münchner Kammerspiele di Monaco di Baviera. La sua ultima apparizione sul palcoscenico risale al 1957 con le recite del testo di Friedrich Dürrenmatt La panne. Una storia ancora possibile.
Interpretò il suo primo ruolo al cinema nel 1933, ma rimase poco conosciuto ancora per molto tempo. Solo dopo la seconda guerra mondiale recitò in ruoli da protagonista, spesso accanto alla moglie, la sceneggiatrice Erna Fentsch. Con il suo inconfondibile volto solcato, divenne l'attore ideale per interpretare ruoli difficili, come il Brandner Kaspar che tenta di superare la morte con l'astuzia. Nel film Accadde il 20 luglio interpretò il generale Friedrich Fromm. Sostenne il ruolo principale in Der Meineidbauer e fu memorabile nel ruolo di Sebastian Kneipp nel film Sebastian Kneipp - Ein grosses Leben. Nel film Die grunen teufel von Monte Cassino ebbe il ruolo di supporto di un generale. In Italia recitò in due film nel 1959: nel primo, Il moralista, ebbe il ruolo di Kruger, un impresario teatrale tedesco che recluta le ballerine che Agostino (Alberto Sordi) deve portare a Roma; nel secondo, Tempi duri per i vampiri, diretto da Steno, ebbe invece il ruolo marginale del direttore di un hotel.
Tornato in patria, nel 1960 recitò insieme ad Annie Rosar nel film Am Galgen hangt die liebe, nei ruoli di una coppia di anziani che, durante la seconda guerra mondiale concede ospitalità ad amici e nemici, andando inevitabilmente incontro alla morte. Nell'unica sua apparizione televisiva, la commedia Ein Weihnachtslied in Prosa oder Eine Geistergeschichte zum Christfest interpretò in maniera convincente Ebenezer Scrooge. Dimostrò inoltre le sue doti comiche in Lausbubengeschichten (1964) dove fu l'educatore del piccolo Ludwig Thoma (Hansi Kraus) che vorrebbe tagliargli la barba.
Fu attivo anche alla radio tedesca Bayerischer Rundfunk dal 1947, dove nella maggior parte delle produzioni ebbe il ruolo di protagonista, come ad esempio nel 1955 con Lina Carstens nel radiodramma originale Filemone e Bauci, per cui l'autore Leopold Ahlsen vinse il prestigioso Horspielpreis der Kriegsblinden. Complessivamente Wery partecipò a una settantina di pellicole e almeno ottanta lavori radiofonici. Nel 1965 abbandonò l'attività artistica e si ritirò a vita privata.
Morì nel 1975 all'età di 78 anni; è sepolto nel Cimitero di Bogenhausen a Monaco di Baviera.

## Filmografia

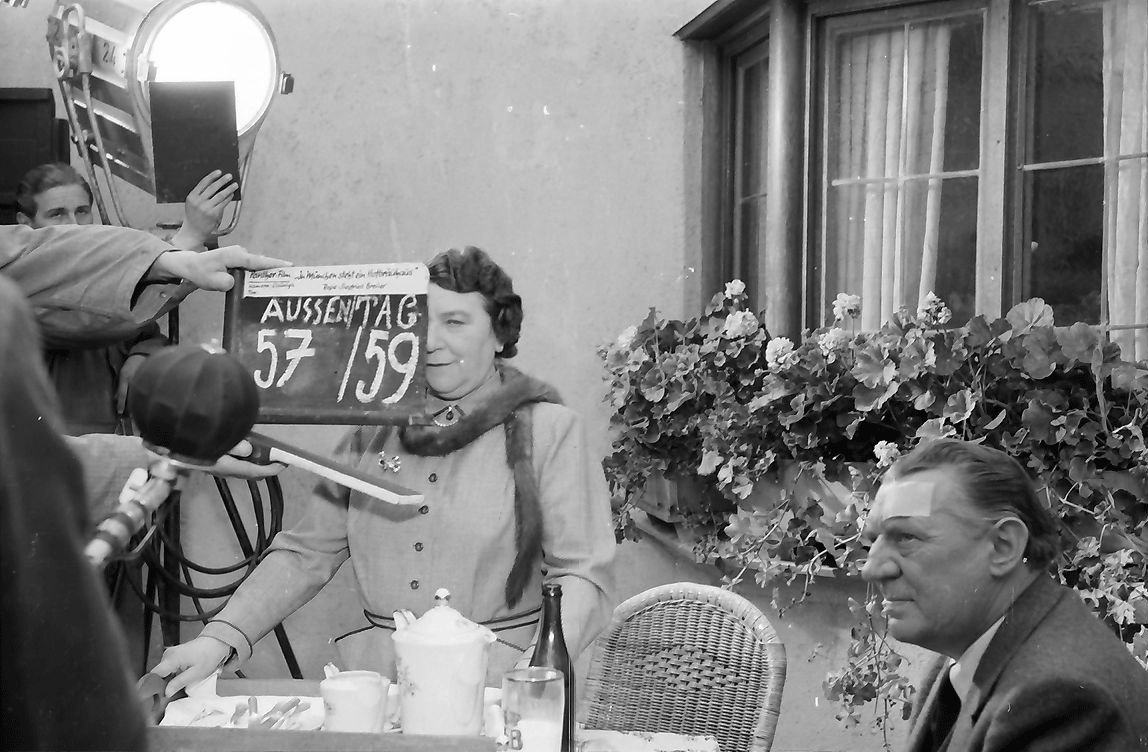
Carl Wery (a destra) in una pausa di lavorazione sul set del film In Munchen steht ein Hofbrauhaus diretto da Siegfried Breuer (1951)

- Il corridore di maratona (Der laufer von Marathon), regia di Ewald André Dupont (1933)
- Keinen Tag ohne dich (1933)
- Anna und Elisabeth (1933)
- Drei Kaiserjuger (1933)
- Tutto per un bacio (Konigswalzer), regia di Herbert Maisch (1935)
- Wasser fur Canitoga, regia di Herbert Selpin (1938)
- Fasching, regia di Hans Schweikart (1939)
- Gold in New Frisco (1939)
- Der ewige quell (1939)
- Weltraumschiff I startet, regia di Anton Kutter (1940)
- Feinde, regia di Viktor Tourjansky (1940)
- Was will Brigitte? (1940)
- Venus von Gericht, regia di Hans H. Zerlett (1941)
- Kameraden (1941)
- Der verkaufte Grossvater (1941)
- Die See ruft (1941)
- Kleine Residenz (1942)
- Via Mala, regia di Josef von Báky (1945)
- Frau Holle (1948)
- Tromba (1949)
- Die seltsane Geschichte des Brandner Kaspar, regia di Josef von Baky (1949)
- Malata d'amore (Dr. Hole), regia di Rolf Hansen (1951)
- Blaubart, regia di Christian-Jaque (1951)
- In Munchen steht ein Hofbrauhaus, regia di Siegfried Breuer (1951)
- Das letzte Rezept (1951)
- Son tornata per te (Heidi), regia di Luigi Comencini (1952)
- Die grosse Versuchung, regia di Rolf Hansen (1952)
- Hab' sonne im Herzen (1952)
- Ein Herz spielt falsch, regia di Rudolf Jugert (1953)
- Ave Maria, regia di Alfred Braun (1953)
- Liebeserwachen (1953)
- Hochzeitsglocken, regia di Georg Wildhagen (1954)
- Konsul Strotthoff (1954)
- Columbus entdeckt Krahwinkel, regia di Ulrich Erfurth e Alexander Paal (1954)
- Bruder Martin, regia di Paul Hörbiger (1954)
- Heidi torna a casa (Heidi und Peter), regia di Franz Schnyder (1955)
- Accadde il 20 luglio (Es geschah am 20. Juli), regia di Georg Wilhelm Pabst (1955)
- San Salvatore, regia di Werner Jacobs (1955)
- Bolero (Rosen fur Bettina), regia di Georg Wilhelm Pabst (1956)
- Nina (1956)
- Der Meineidbauer (1956)
- Ohne dich wird es nacht, regia di Curd Jürgens (1956)
- Schwarzwaldmelodie, regia di Géza von Bolváry (1956)
- Die Christel von du Post, regia di Karl Anton (1956)
- Der Bauerndoktor von Bayrischzell (1957)
- Der Pfarrer von St. Michael, regia di Wolfgang Gluck (1957)
- Ein Amerikaner in Salzburg (1957)
- Meine schone Mama (1957)
- Die grune teufel von Monte Cassino, regia di Harald Reinl (1958)
- Der Elefant im porzellanladen (1958)
- Nacht wie Gott sie schuf (1958)
- Sebastian Kneipp - Ein grosses leben, regia di Wolfgang Liebeneiner (1958)
- Kriegsgericht, regia di Kurt Meisel (1959)
- Arzt aus Leidenschaft (1959)
- Ein sommer, den man nie vergisst (1959)
- Il moralista, regia di Giorgio Bianchi (1959)
- Tempi duri per i vampiri, regia di Steno (1959)
- Der Tod in Apfelbaum (1960)
- Stefanie in Rio, regia di Kurt Bernhardt (1960)
- Am Galgen hangt die liebe, regia di Edwin Zbonek (1960)
- Ein Weihnachtslied in Prosa oder Einer Geistergeschichte zum Christfest (1960) serie televisiva
- Heimweh nach dir, mein grunes Tal, regia di Hermann Leitner (1960)
- Frau Irene Besser, regia di John Olden (1961)
- Die liebe ist ein seltsames spiel, regia di Rafael Gil e Hans Grimm (1961)
- Der Pastor mit du Jazztrompete, regia di Hans Schott-Schobinger (1962)
- Lausbubengeschichten, regia di Helmut Käutner (1964)
- Tante Frieda - Neue Lausbubengeschichten, regia di Werner Jacobs (1965)

## Doppiatori italiani

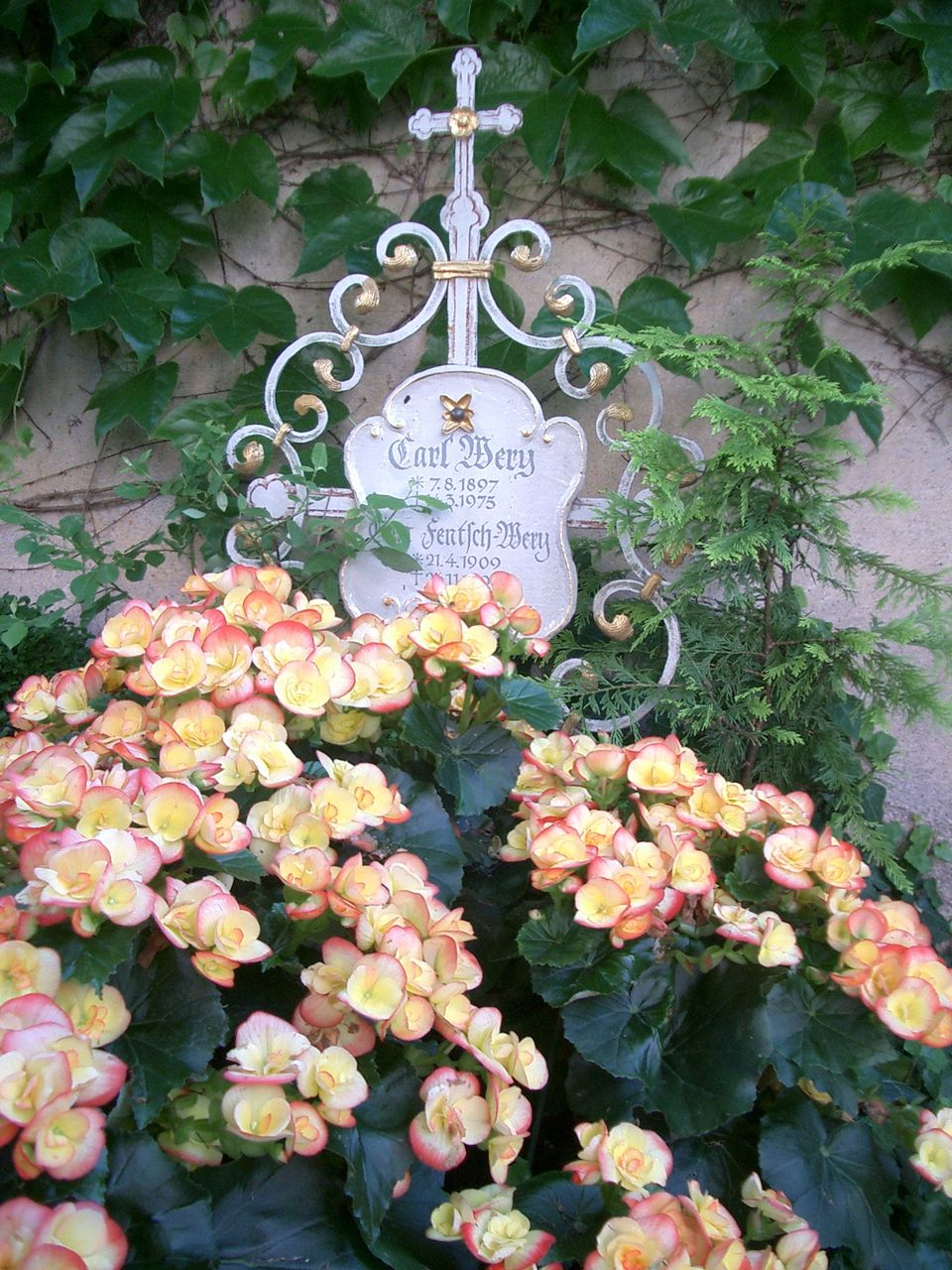
La tomba di Carl Wery presso il Cimitero di Bogenhausen di Monaco di Baviera. Da notare che sulla placca è chiaramente visibile l'anno di nascita, il 1897 e non il 1894 come da sempre ritenuto.

- Luigi Pavese in Tempi duri per i vampiri

## Radio
Di seguito si fornisce una lista in ordine cronologico dei drammi e commedie radiofoniche per la Bayerischer Rundfunk che Wery interpretò dal 1947 al 1965, anno del suo ritiro. Soltanto in un caso non si è potuto stabilire l'anno di trasmissione.
- Geister, Ganger und Gesichter, regia di Harald Braun (1947)
- Der zerbrochene Krug, da Heinrich von Kleist, regia di Walter Ohm (1947)
- Die schlaue Susanna, regia di Helmut Brennicke (1948)
- Ankunft bei Nacht, regia di Fritz Benscher (1948)
- Vita di Galileo, da Bertolt Brecht, regia di Fritz Benscher (1948)
- Il canto di Bernadette, da Franz Werfel, regia di Walter Ohm (1948)
- Der Prozess Mary Dugan, regia di Fritz Benscher (1948)
- L'orso, da Anton Čechov, regia di Walter Ohm (1948)
- Zwischen Abend und Morgen, regia di Carl Ballhaus (1949)
- Delitto e castigo, da Fëdor Dostoevskij, regia di Walter Ohm (1949)
- Prinzessin Leonore, regia di Kurt Wilhelm (1949)
- Der Berg der Stummen, regia di Walter Ohm (1949)
- Wasser und Whisky, regia di Peter Hausser (1949)
- Ein Weihnachtslied, regia di Heinz Gunther Stamm (1949)
- Santa Maria von Toledo, regia di Albert Hormann (1950)
- Der Jagerloisl, da Ludwig Thana, regia di Albert Hormann (1950)
- Frau im Morgengrauen, regia di Walter Ohm (1950)
- Die Konferenz der Tiere, da Erich Kästner, regia di Kurt Wilhelm (1950)
- Johannesburg, regia di Walter Ohn (1950)
- Nicht von Bedetung, da Dietmar Schonherr, regia di Heinz Gunter Stamm (1950)
- Der Zentaur, regia di Walter Ohm (1950)
- Der Kater Tom und der mann mit der weissen Weste, da Artur Miller, regia di Kurt Wilhelm (1950)
- Station D im Eismeer, regia di Heinz Gunter Stamm (1950)
- Der Passauer wolf, regia di Walter Ohm (1951)
- Der Windhund, regia di Fritz Benscher (1951)
- Die verlorene Jahre, regia di Heinz Gunter Stamm (1951)
- Clarissa, da Gotthold Ephraim Lessing, regia di Friedrich-Karl Kobbe (1951)
- Der grosse nachtgesang, regia di Heinz Gunter Stramm (1951)
- Bruder an der Pforte, regia di Walter Ohm (1953)
- Abschied in Taganrog, regia di Heinz Gunter Stramm (1953)
- Hiob in Moor, regia di Peter Glas (1954)
- Begegnung mit Susanne, regia di Kurt Wilhelm (1954)
- Filemone e Bauci, da Leopold Ahlsen, regia di Walter Ohm (1955)
- Eine lanze fur die Freiheit, da Max Frisch, regia di Walter Ohm (1955)
- Dr. Dr. Hippolyt liebesteder, da Josef Martin Bauer, regia di Helmut Brunnicke (1955)
- Die Chinesische Mauer, da Max Frisch, regia di Walter Ohm (1955)
- Apostel du Hexen, regia di Otto Kurth (1956)
- Indianische Ballade, regia di Otto Kurth (1956)
- Die brautfahrt zu Petersburg, da Nikolai Gogol, regia di Willy Purucker (1956)
- Julia, da Friedrich Hebbel, regia di Friedrich-Carl Kobbe (1956)
- Die Gottliche Komodie des Dante Alighieri - Das Holle, regia di Otto Kurth (1957)
- Die Mensch im Schilderhaus, regia di Heinz Gunter Stramm (1957)
- Der Ruepp, da Ludwig Thoma, regia di Hermann Wenninger (1957)
- Macbeth, da William Shakespeare, regia di Heinz Gunter Stamm (1957)
- Der bayerische Erzengel, regia di Walter Ohm (1958)
- Guglielmo Tell, da Friedrich Schiller, regia di Heinz Gunter Stramm (1958)
- Der richter von Zalamea, da Pedro Calderón de la Barca, regia di Walter Ohm (1958)
- Der seidene Schuh oder Das Schlimmste trifft micht immer zu Spanische Handlung in vier tagen, regia di Otto Kurth (1958)
- Kettchen, regia di Heinz Gunter Stramm (1958)
- Das goldene Herz, regia di Walter Ohm (1958)
- Die Feigenblattgondel, regia di Walter Ohm (1959)
- Die reise nach Steiermark, da Josef Martin Bauer (1959)
- Das lied von Bernadette, da Franz Werfel, regia di Heinz Gunther Stamm (1959)
- Maria Stuart, da Friedrich Schiller, regia di Egon Monk (1959)
- Die Rauber, da Friedrich Schiller, regia di Heinz Gunter Stamm (1959)
- George Washington Carver. Lohn der geduld, regia di Hans Quest (1960)
- Der passauer wolf, regia di Edmund Steinberger (1960)
- Der Privatdetektiv, regia di Raoul Wolfgang Schnell (1960)
- Die wunderbar Heilung oder gift und gegengift, regia di Otto Kurth (1960)
- Der fremde jenseits des Flusses, regia di Walter Ohm (1961)
- Bericht von Appelbannen, regia di Gustav Burmester (1961)
- Jon und die grossen Geister, regia di Heinz von Cramer (1961)
- Der Brieftrager ging vorbei, regia di Gustav Burmester (1961)
- Professor Toti, regia di Rolf von Goth (1961)
- Ein Zwischenfall, regia di Gustav Burmester (1961)
- Die stunde null war dres uhr funfzehn, da Rolf e Alexandra Becker (1961)
- Robinson soll nich sterben, regia di Walter Ohm (1961)[1]
- Glucklich, wer eine gute reise getan, regia di Theodor Fischer (1962)
- Tiger-Tiger, regia di Helmut Brennicke (1962)
- Immobilien, regia di Edmund Steinberger (1962)
- Prozess Mathias Klostermayer, regia di Walter Ohm (1963)
- Traume, da Günter Eich, regia di Otto Kurth (1964)
- Gebt euch nicht der trauer him, regia di Helmuth Kirchammer (1964)
- Die burger von Calais, regia di Heinz von Cramer (1964)
- Das haus im wald, regia di Otto Kurth (1964)
- Der kapitan, regia di Heinz Gunter Stramm (1965)
- Das wunder des Malachias, regia di Walter Ohm (anno sconosciuto)